# Hartslag
De hartslag is de pompbeweging van het hart. In één hartslag worden achtereenvolgens de boezems en vervolgens kamers samengetrokken door de hartspier.
De frequentie waarmee het hart slaat wordt ook hartslag genoemd. Deze is zeer goed aan de pols te meten, en wordt daarom ook wel polsslag genoemd of kortweg pols. De hartslagfrequentie wordt over het algemeen uitgedrukt in aantal hartslagen per minuut.

## Menselijke hartslag
De hartslag van de mens in rust is tussen ruwweg 60 en 100 slagen per minuut (30-40 voor sporters in topconditie; 70 is een gemiddelde waarde). Baby's hebben, door hun kleinere hart, een hogere rusthartslag, namelijk 130 slagen per minuut.
De maximaal bereikbare normale hartslag van de mens is afhankelijk van de leeftijd en is voor volwassenen ruwweg in te schatten met de formule van Tanaka, waarin HF staat voor 'hartslag-frequentie': 
HFmax = 208 − 0,7 × leeftijd
Hierbij is geen onderscheid te maken tussen mannen en vrouwen. Ook wordt het maximum niet beïnvloed door training. Er is een grote variatie mogelijk in de maximale hartslag binnen een groep mensen van dezelfde leeftijd waardoor de waarde van deze formule beperkt is. De formule is dus alleen bruikbaar als richtlijn indien de maximumhartslag niet gemeten is.
Er wordt nog vaak gebruikgemaakt van de formule HFmax = 220 − leeftijd, maar deze formule is te onnauwkeurig gebleken.
Aangezien de hartslag een zeer goede indicator is voor de geleverde inspanning, worden hartslagzones in de sport gebruikt om de trainingsinspanning te doseren.

## Onregelmatige hartslag
Met een onregelmatige hartslag of hartritmestoornis wordt een verstoring van het ritme van het hart bedoeld. Overigens is ook bij gezonde mensen een zekere geringe onregelmatigheid normaal. Die normale onregelmatigheid wordt hartslagvariabiliteit (HRV) genoemd.

## Hartslag van zoogdieren
Van kleine zoogdieren is de hartslag meestal veel sneller dan van grote zoogdieren. De totale gemiddelde levensduur van een zoogdier is ongeveer omgekeerd evenredig met de hartslag, uitzonderingen (zoals de vleermuis) daargelaten.